# Конвенція про митні пільги для туристів
Конве́нція про ми́тні пі́льги для тури́стів — багатосторонній договір Організації Об'єднаних Націй 1956 року. У державах, які дотримуються Конвенції, це дозволяє туристам ввозити особисті речі і подарунки в країну безмитно, а також вивозити їх (і сувеніри), при умові, що вони будуть перебувати в самого туриста або ж в супроводжуваному багажі і також не призначені для торговельних цілей.
У ст.3 Конвенції визначені кількісні нормативи предметів особистого вжитку туриста, встановлена вартісна межа для безмитного ввезення сувенірів (на загальну суму не більше 50 дол.
США), не призначених для торговельних цілей, і не понад 100 дол. для сувенірів, придбаних в країні відвідування.
Поняття «турист» трактується досить широко. Це будь-який мандрівник, що перетинає кордон з метою туризму, розваги, спорту або лікування, або за сімейними обставинами, або для навчання, релігійного паломництва, або з діловими цілями.